# Otto Hörth
Otto Hörth (* 24. November 1842 in Achern, Großherzogtum Baden; † 6. Januar 1935 in Berlin-Charlottenburg) war ein deutscher Journalist, Publizist und Schriftsteller.

## Leben
Nach der Schulzeit in Offenburg studierte er Philosophie, katholische Theologie, Geschichte, Literatur und moderne Sprachen in Freiburg im Breisgau und in München. Seit 1872 gehörte Hörth zur Redaktion der Frankfurter Zeitung. Dort war er für das Feuilleton und die Berichterstattung für Süddeutschland zuständig. Als überzeugter Liberaler wurde er von der Deutschen Volkspartei im Jahre 1878 und im Oktober 1881 als Kandidat im 7. badischen Wahlkreis (Offenburg) aufgestellt. Beide Male konnte er sich nicht durchsetzen.
Auf Wunsch des Frankfurter Schriftstellers Friedrich Stoltze beauftragte die Familie den Freund Otto Hörth mit der Ordnung und Herausgabe von Stoltzes Nachlass.
Hörth war verheiratet mit Caroline Zinhart (* 1850 Offenbach; † 1933 Frankfurt am Main). Ihr Sohn war der spätere Oberspielleiter der Berliner Staatsoper Unter den Linden Franz Ludwig Hörth.
Seinen Lebensabend verbrachte Hörth in bei seinem Sohn Franz Ludwig in Berlin. Nur wenige Wochen nach dessen Tod und seinem eigenen 92. Geburtstag starb Otto Hörth am 6. Januar 1935 in Berlin-Charlottenburg. Er wurde neben dem Sohn auf dem Friedhof Heerstraße im heutigen Ortsteil Westend beigesetzt. Die Grabstätte ist nicht erhalten.

## Werke (Auswahl)
- als Herausgeber: Vermischte Schriften von Friedrich Stoltze. 3. Auflage, Keller, Frankfurt am Main 1896.